# Șurdești
Șurdești (maďarsky Dióshalom) je vesnice v župě Maramureš, v severozápadním Rumunsku. Șurdești patří do obce Șișești, nachází se na horním toku řeky Cavnic, asi 20 kilometrů jihovýchodně od okresního města Baia Mare. První písemná zmínka o místě pochází z roku 1411.
V Șurdești je kostel archandělů Michaela a Gabriela, který je spolu s dalšími sedmi kostely v oblasti Maramureš je zapsán na seznamu světového dědictví UNESCO. zapsán na seznamu světového dědictví UNESCO.